# Alpheus (geslacht)
Alpheus is een geslacht uit de familie van de pistoolgarnalen (Alpheidae). De groep is voor het eerst beschreven door Fabricius in 1798.

## Voorkomen
De soorten komen voor in ondiep zeewater rondom Noord-, Midden- en Zuid-Amerika.

## Soorten
Deze lijst van 283 stuks is mogelijk niet compleet.
- A. acutocarinatus (De Man, 1909)
- A. acutofemoratus (Dana, 1852)
- A. adamastor (Coutière, 1908)
- A. aequus (W. Kim & Abele, 1988)
- A. agilis (Anker, Hurt & Knowlton, 2009)
- A. agrogon (Ramos, 1997)
- A. albatrossae (Banner, 1953)
- A. alcyone (De Man, 1902)
- A. alpheopsides (Coutière, 1905)
- A. amblyonyx (Chace, 1972)
- A. amirantei (Coutière, 1908)
- A. anchistus (De Man, 1920)
- A. angulosus (McClure, 2002)
- A. angustilineatus (Nomura & Anker, 2005)
- A. antepaenultimus (W. Kim & Abele, 1988)
- A. architectus (De Man, 1897)
- A. arenensis (Chace, 1937)
- A. arenicolus (Banner & Banner, 1983)
- A. arethusa (De Man, 1909)
- A. armatus (Rathbun, 1901)
- A. armillatus (H. Milne Edwards, 1837)
- A. arnoa (Banner, 1957)
- A. astrinx (Banner & Banner, 1982)
- A. australiensis (Banner & Banner, 1982)
- A. australosulcatus (Banner & Banner, 1982)
- A. baccheti (Anker, 2010)
- A. bahamensis (Rankin, 1898)
- A. balaenodigitus (Banner & Banner, 1982)
- A. bannerorum (Bruce, 1987)
- A. barbadensis (Schmitt, 1924)
- A. barbatus (Coutière, 1897)
- A. batesi (Banner & Banner, 1964)
- A. belli (Coutière, 1898)
- A. bellimanus (Lockington, 1877)
- A. bellulus (Miya & Miyake, 1969)
- A. bicostatus (De Man, 1908)
- A. bidens (Olivier, 1811)
- A. bisincisus (De Haan, 1849)
- A. blachei (Crosnier & Forest, 1965)
- A. bouvieri (A. Milne-Edwards, 1878)
- A. brachymerus (Banner, 1953)
- A. bradypus (Coutière, 1905)
- A. brevicristatus (De Haan, 1844)
- A. brevipes (Stimpson, 1860)
- A. brevirostris (Olivier, 1811)
- A. brucei (Banner & Banner, 1982)
- A. bucephaloides (Nobili, 1905)
- A. bucephalus (Coutière, 1905)
- A. buchanorum (Banner & Banner, 1983)
- A. bunburius (Banner & Banner, 1982)
- A. californiensis (Holmes, 1900)
- A. canaliculatus (Banner & Banner, 1968)
- A. candei (Guérin-Méneville, 1855)
- A. clamator (Lockington, 1877)
- A. clypeatus (Coutière, 1905)
- A. coetivensis (Coutière, 1908)
- A. colombiensis (Wicksten, 1988)
- A. collumianus (Stimpson, 1860)
- A. compressus (Banner & Banner, 1981)
- A. confusus (Carvacho, 1989)
- A. coutierei (De Man, 1909)
- A. cremnus (Banner & Banner, 1982)
- A. crinitus (Dana, 1852)
- A. cristatus (Coutière, 1897)
- A. cristulifrons (Rathbun, 1900)
- A. crockeri (Armstrong, 1941)
- A. cyanoteles (Yeo & Ng, 1996)
- A. cylindricus (Kingsley, 1878)
- A. cythereus (Banner & Banner, 1966)
- A. chacei (Carvacho, 1979)
- A. chamorro (Banner, 1956)
- A. chilensis (Lenz, 1902)
- A. chiragricus (H. Milne Edwards, 1837)
- A. christofferseni (Anker, Hurt & Knowlton, 2007)
- A. dasycheles (Coutière, 1908)
- A. davaoensis (Chace, 1988)
- A. dentipes (Guérin, 1832)
- A. deuteropus (Hilgendorf, 1879)
- A. diadema (Dana, 1852)
- A. digitalis (De Haan, 1844)
- A. distinctus (W. Kim & Abele, 1988)
- A. djeddensis (Coutière, 1897)
- A. djiboutensis (De Man, 1909)
- A. dolerus (Banner, 1956)
- A. edamensis (De Man, 1888)
- A. edwardsii (Audouin, 1826)
- A. ehlersii (De Man, 1909)
- A. estuariensis (Christoffersen, 1984)
- A. euchirus (Dana, 1852)
- A. eulimene (De Man, 1909)
- A. euphrosyne (De Man, 1897)
- A. exilis (W. Kim & Abele, 1988)
- A. explorator (Boone, 1935)
- A. facetus (De Man, 1908)
- A. fagei (Crosnier & Forest, 1965)
- A. fasciatus (Lockington, 1878)
- A. fasqueli (Anker, 2001)
- A. felgenhaueri (W. Kim & Abele, 1988)
- A. fenneri (Bruce, 1994)
- A. firmus (W. Kim & Abele, 1988)
- A. floridanus (Kingsley, 1878)
- A. foresti (Banner & Banner, 1981)
- A. formosus (Gibbes, 1850)
- A. frontalis (H. Milne Edwards, 1837)
- A. fujitai (Nomura & Anker, 2005)
- A. funafutensis (Borradaile, 1899)
- A. fushima (Nomura, 2009)
- A. galapagensis (Sivertsen, 1933)
- A. georgei (Banner & Banner, 1982)
- A. glaber (Olivi, 1792)
- A. gracilipes (Stimpson, 1860)
- A. gracilis (Heller, 1861)
- A. grahami (Abele, 1975)
- A. haanii (Ortmann, 1890)
- A. hailstonei (Coutière, 1905)
- A. halesii (Kirk, 1887)
- A. hebes (W. Kim & Abele, 1988)
- A. heeia (Banner & Banner, 1975)
- A. heronicus (Banner & Banner, 1982)
- A. heterocarpus (Yu, 1935)
- A. heterochaelis (Say, 1818)
- A. heurteli (Coutière, 1897)
- A. hippothoe (De Man, 1888)
- A. holthuisi (Ribeiro, 1964)
- A. homochirus (Yu, 1935)
- A. hoonsooi (W. Kim & Abele, 1988)
- A. hoplocheles (Coutière, 1897)
- A. hortensis (Wicksten & McClure, 2003)
- A. hululensis (Coutière, 1905)
- A. hutchingsae (Banner & Banner, 1982)
- A. hyeyoungae (W. Kim & Abele, 1988)
- A. hyphalus (Chace, 1988)
- A. idiocheles (Coutière, 1905)
- A. immaculatus (Knowlton & Keller, 1983)
- A. inca (Wicksten & Méndez G., 1981)
- A. inopinatus (Holthuis & Gottlieb, 1958)
- A. intrinsecus (Spence Bate, 1888)
- A. japonicus (Miers, 1879)
- A. javieri (Anker, Hurt & Knowlton, 2009)
- A. kagoshimanus (Hayashi & Nagata, 2000)
- A. kuroshimensis (Nomura & Anker, 2005)
- A. labis (Banner & Banner, 1982)
- A. lacertosus (W. Kim & Abele, 1988)
- A. ladronis (Banner, 1956)
- A. lanceloti (Coutière, 1905)
- A. lanceostylus (Banner, 1959)
- A. latus (W. Kim & Abele, 1988)
- A. lentiginosus (Anker & Nizinski, 2011)
- A. lepidus (De Man, 1908)
- A. leptocheles (Banner & Banner, 1975)
- A. leptochiroides (De Man, 1909)
- A. leptochirus (Coutière, 1905)
- A. leviusculus (Dana, 1852)
- A. lobidens (De Haan, 1849)
- A. longecarinatus (Hilgendorf, 1879)
- A. longichaelis (Carvacho, 1979)
- A. longiforceps (Hayashi & Nagata, 2002)
- A. longinquus (W. Kim & Abele, 1988)
- A. lottini (Guérin-Méneville, 1838)
- A. lutosus (Anker & De Grave, 2009)
- A. macellarius (Chace, 1988)
- A. macrocheles (Hailstone, 1835)
- A. macroskeles (Alcock & Anderson, 1899)
- A. maindroni (Coutière, 1898)
- A. malabaricus (Fabricius, 1775)
- A. malleator (Dana, 1852)
- A. malleodigitus (Spence Bate, 1888)
- A. martini (W. Kim & Abele, 1988)
- A. mazatlanicus (Wicksten, 1983)
- A. microrhynchus (De Man, 1897)
- A. microscaphis (Banner, 1959)
- A. microstylus (Spence Bate, 1888)
- A. miersi (Coutière, 1898)
- A. migrans (Lewinsohn & Holthuis, 1978)
- A. millsae (Anker, Hurt & Knowlton, 2007)
- A. mitis (Dana, 1852)
- A. moretensis (Banner & Banner, 1982)
- A. naos (Anker, Hurt & Knowlton, 2007)
- A. nipa (Banner & Banner, 1985)
- A. nobili (Banner & Banner, 1966)
- A. nonalter (Kensley, 1969)
- A. normanni (Kingsley, 1878)
- A. notabilis (Stebbing, 1915)
- A. novaezealandiae (Miers, 1876)
- A. nuttingi (Schmitt, 1924)
- A. oahuensis (Banner, 1953)
- A. obesomanus (Dana, 1852)
- A. ovaliceps (Coutière, 1905)
- A. pacificus (Dana, 1852)
- A. packardii (Kingsley, 1880)
- A. pachychirus (Stimpson, 1860)
- A. paludicola (Kemp, 1915)
- A. panamensis (Kingsley, 1878)
- A. papillosus (Banner & Banner, 1982)
- A. paracrinitus (Miers, 1881)
- A. paradentipes (Coutière, 1905)
- A. paraformosus (Anker, Hurt & Knowlton, 2008)
- A. paralcyone (Coutière, 1905)
- A. paralpheopsides (Coutière, 1905)
- A. parasocialis (Banner & Banner, 1982)
- A. parvimaculatus (Nomura & Anker, 2005)
- A. parvirostris (Dana, 1852)
- A. parvus (De Man, 1909)
- A. peasei (Armstrong, 1940)
- A. percyi (Coutière, 1908)
- A. perezi (Coutière, 1908)
- A. perplexus (Banner, 1956)
- A. philoctetes (De Man, 1909)
- A. platydactylus (Coutière, 1897)
- A. platyunguiculatus (Banner, 1953)
- A. polystictus (Knowlton & Keller, 1985)
- A. polyxo (De Man, 1909)
- A. pontederiae (de Rochebrune, 1883)
- A. pouang (Christoffersen, 1979)
- A. praedator (De Man, 1908)
- A. proseuchirus (De Man, 1908)
- A. pseudopugnax (Banner, 1953)
- A. puapeba (Christoffersen, 1979)
- A. pubescens (De Man, 1908)
- A. pugnax (Dana, 1852)
- A. pustulosus (Banner & Banner, 1968)
- A. quasirapacida (Chace, 1988)
- A. randalli (Banner & Banner, 1980)
- A. rapacida (De Man, 1908)
- A. rapax (Fabricius, 1798)
- A. rectus (W. Kim & Abele, 1988)
- A. ribeiroae (Anker & Dworschak, 2004)
- A. richardsoni (Yaldwyn, 1971)
- A. romensky (Burukovsky, 1990)
- A. roquensis (Knowlton & Keller, 1985)
- A. roseodigitalis (Nomura & Anker, 2005)
- A. rostratus (W. Kim & Abele, 1988)
- A. rudolphi (Almeida & Anker, 2011)
- A. rugimanus (A. Milne-Edwards, 1878)
- A. samoa (Banner & Banner, 1966)
- A. savuensis (De Man, 1908)
- A. saxidomus (Holthuis, 1980)
- A. scopulus (W. Kim & Abele, 1988)
- A. schmitti (Chace, 1972)
- A. serenei (Tiwari, 1964)
- A. sibogae (De Man, 1908)
- A. simus (Guérin-Méneville, 1855)
- A. sizou (Banner & Banner, 1967)
- A. socialis (Heller, 1862)
- A. soelae (Banner & Banner, 1986)
- A. soror (Bruce, 1999)
- A. spatulatus (Banner & Banner, 1968)
- A. splendidus (Coutière, 1897)
- A. spongiarum (Coutière, 1897)
- A. stanleyi (Coutière, 1908)
- A. stantoni (Banner & Banner, 1986)
- A. staphylinus (Coutière, 1908)
- A. stephensoni (Banner & Smalley, 1969)
- A. styliceps (Coutière, 1905)
- A. sudara (Banner & Banner, 1966)
- A. sulcatus (Kingsley, 1878)
- A. suluensis (Chace, 1988)
- A. supachai (Banner & Banner, 1966)
- A. superciliaris (Coutière, 1905)
- A. talismani (Coutière, 1898)
- A. tasmanicus (Banner & Banner, 1982)
- A. tenuicarpus (De Man, 1908)
- A. tenuipes (De Man, 1910)
- A. tenuis (W. Kim & Abele, 1988)
- A. thomasi (Hendrix & Gore, 1973)
- A. tirmiziae (Kazmi, 1974)
- A. tricolor (Anker, 2001)
- A. triphopus (Nobili, 1906)
- A. tungii (Banner & Banner, 1966)
- A. umbo (W. Kim & Abele, 1988)
- A. utriensis (Ramos & von Prahl, 1989)
- A. vanderbilti (Boone, 1930)
- A. villosus (Olivier, 1811)
- A. villus (W. Kim & Abele, 1988)
- A. viridari (Armstrong, 1949)
- A. waltervadi (Kensley, 1969)
- A. websteri (Kingsley, 1880)
- A. wickstenae (Christoffersen & Ramos, 1987)
- A. williamsi (Bruce, 1994)
- A. xanthocarpus (Anker, Hurt & Knowlton, 2008)
- A. xishaensis (Liu & Lan, 1980)
- A. zimmermani (Anker, 2007)
- A. zulfaquiri (Kazmi, 1982)